# Порт Викторија PV.2
Порт Викторија PV.2 (енгл. Port Victoria PV.2) је британски ловачки авион. Први лет авиона је извршен 1916. године. 

Највећа брзина авиона при хоризонталном лету је износила 153 km/h.
Празан авион је имао масу од 493 килограма. Нормална полетна маса износила је око 721 килограма.

## Наоружање
| Наоружање авиона: Порт Викторија |             |
| Ватрено (стрељачко) наоружање    |             |
| Топ                              |             |
| Број и ознака топа               | планиран 1  |
| Калибар                          | планиран 57 |
| Митраљез                         |             |
| Бомбардерско наоружање (бомбе)   |             |
| Ракетно наоружање (ракете)       |             |